# Agnieszka Våhlund
Agnieszka Joanna Våhlund, z domu Skrzyszewska (ur. 18 czerwca 1985 w Warszawie) – polsko-szwedzka ilustratorka, znana jako współtwórczyni popularnej serii książek dla dzieci i młodzieży Podręcznik dla superbohaterów (szw. Handbok för superhjältar), którą stworzyła wspólnie z mężem, Eliasem Våhlundem.

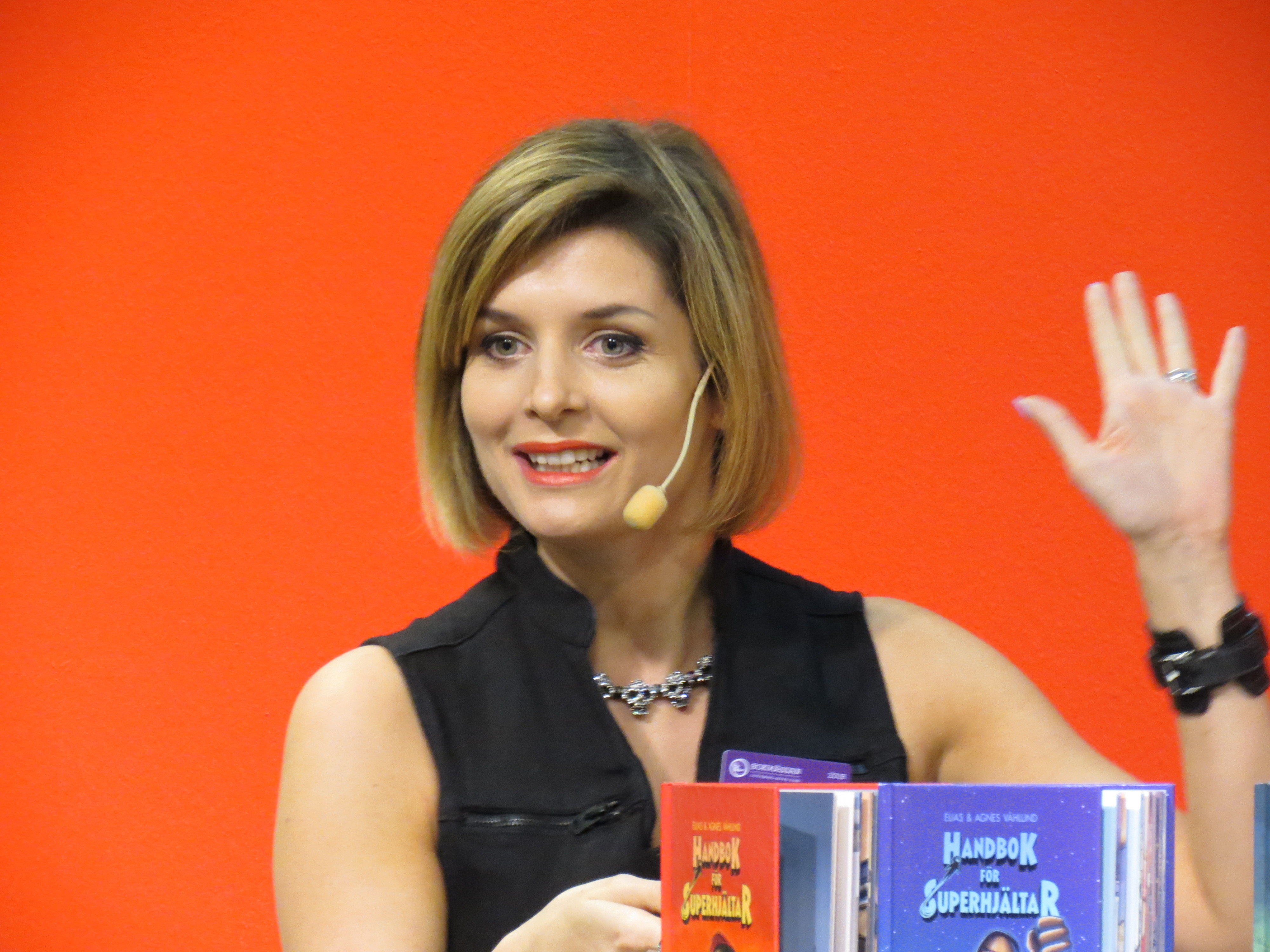
Agnieszka Våhlund, Targi Książki w Göteborgu, 2018

## Biografia
Agnieszka Joanna Skrzyszewska urodziła się w 1985 r. w Warszawie. Pracowała jako graficzka i edytorka zdjęć, designer, fotoedytor i rysownik. W 2012 r. poznała swojego przyszłego męża, Eliasa Våhlunda, w parku rozrywki High Chaparral, w Smålandii, gdzie pracowała jako portrecistka. Razem pracowali też w parku rozrywki Astrid Lindgrens värld. W 2014 r. zdecydowała się całkowicie poświęcić ilustracji, kierując się swoją pasją do komiksów – zarówno amerykańskich, jak i japońskich.
Razem z mężem stworzyła popularną serię Podręcznik dla superbohaterów, której debiutancka część Podręcznik ukazała się w maju 2017 r. Książki szybko zdobyły popularność, osiągając ponad milion sprzedanych egzemplarzy w Szwecji w ciągu czterech lat. Seria została przetłumaczona na 23 języki i wydana w 18 krajach. 
W 2018 r. Agnieszka i Elias zostali uhonorowani szwedzką nagrodą literacką za literaturę kryminalną „Årets barndeckare” za drugą i trzecią część serii – Czerwona Maska i W pojedynkę.  W 2019 i 2022, razem z lektorką Fridą Hallgren, otrzymali Storytel Awards za najlepszy audiobook dla dzieci. 
W 2025 r. powstał musical Handbok för Superhjältar, oparty na serii książek Agnieszki i Eliasa, do którego muzykę skomponowali Nils-Petter Ankarblom i Cecilia Mörnhed.

## Wybrana twórczość
Seria Podręcznik dla superbohaterów:
- 2017: Podręcznik dla superbohaterów. Część 1: Podręcznik
- 2017: Podręcznik dla superbohaterów. Część 2: Czerwona Maska
- 2018: Podręcznik dla superbohaterów. Część 3: W pojedynkę
- 2018: Podręcznik dla superbohaterów. Część 4: Wilk nadchodzi
- 2020: Podręcznik dla superbohaterów. Część 5: Zagubieni
- 2021: Podręcznik dla superbohaterów. Część 6: Bez nadziei
- 2022: Podręcznik dla superbohaterów. Część 7: Powrót
- 2023: Podręcznik dla superbohaterów. Część 8: Najdłuższa noc
- 2024: Podręcznik dla superbohaterów. Część 9: Nowa przyjaźń
- 2025: Podręcznik dla Superbohaterów. Część 10: Wszyscy kłamią